# Hochmoor-Bläuling
Der Hochmoor-Bläuling (Agriades optilete, Syn.: Plebejus optilete), häufig fälschlich auch Plebeius optilete geschrieben oder Moor-Heidelbeeren-Bläuling ist ein Schmetterling (Tagfalter) aus der Familie der Bläulinge (Lycaenidae).

## Merkmale

### Falter
Die Falter erreichen eine Flügelspannweite von etwa 24 bis 28 Millimeter. Die Flügeloberseiten sind bei den Männchen glänzend violettblau, bei den Weibchen braun mit oftmals leichter lilablauer Überstäubung in der Basalregion. Die Vorderflügel sind am Apex stark gerundet. Auf der Unterseite der Hinterflügel ist ein sehr charakteristischer blauer, nach innen kräftig orange gefärbter Augenfleck  nahe am Analwinkel zu erkennen. Gelegentlich sind ein bis drei weitere, kleinere und schwächere, ebenso gefärbte Augenflecke vorhanden. Beide Flügelunterseiten zeigen außerdem eine Vielzahl deutlicher schwarzer Punkte und Flecke auf graubraunem Untergrund.

### Raupe, Puppe
Die erwachsenen Raupen sind blassgrün gefärbt, haben hellgelbe, schwarz gesäumte Seitenstreifen sowie eine dünne rötliche Behaarung. Die stumpf geformte Puppe hat eine blassgrüne Farbe mit gelben Hinterleibsringen und ist am vorderen Teil fein rötlich behaart.

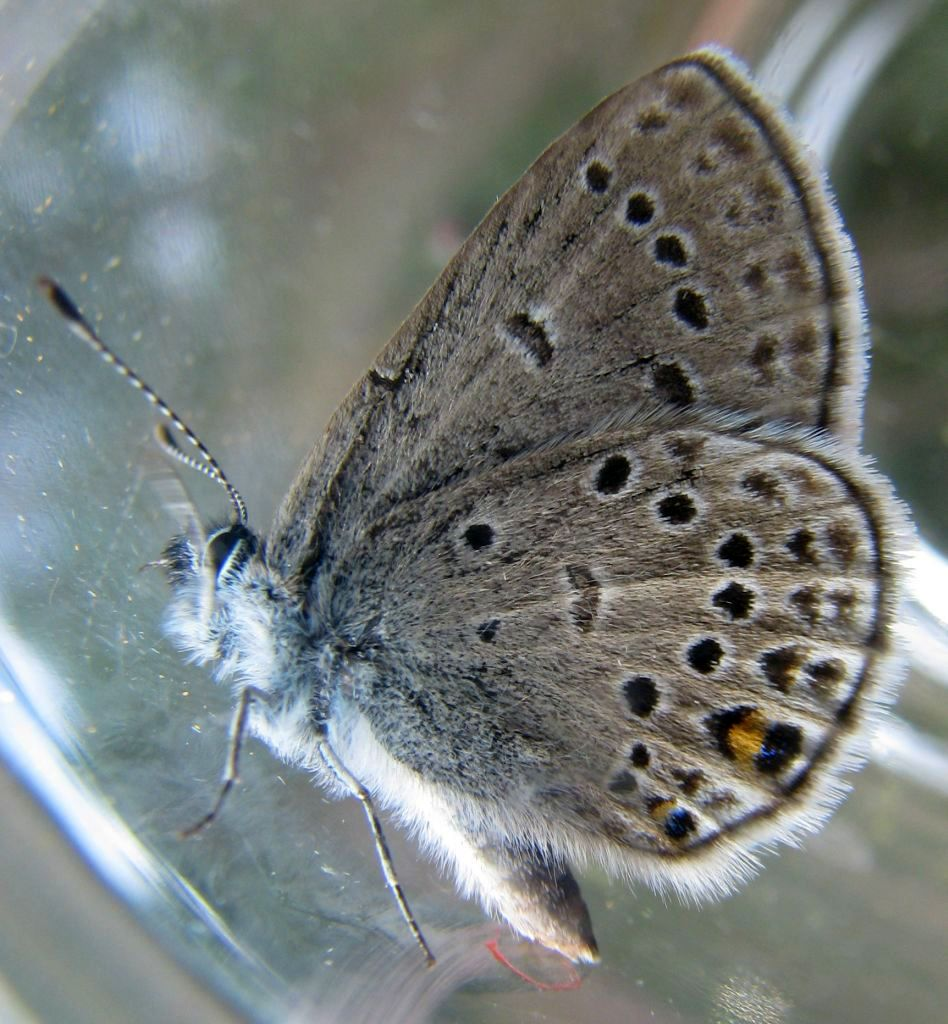
Unterseite
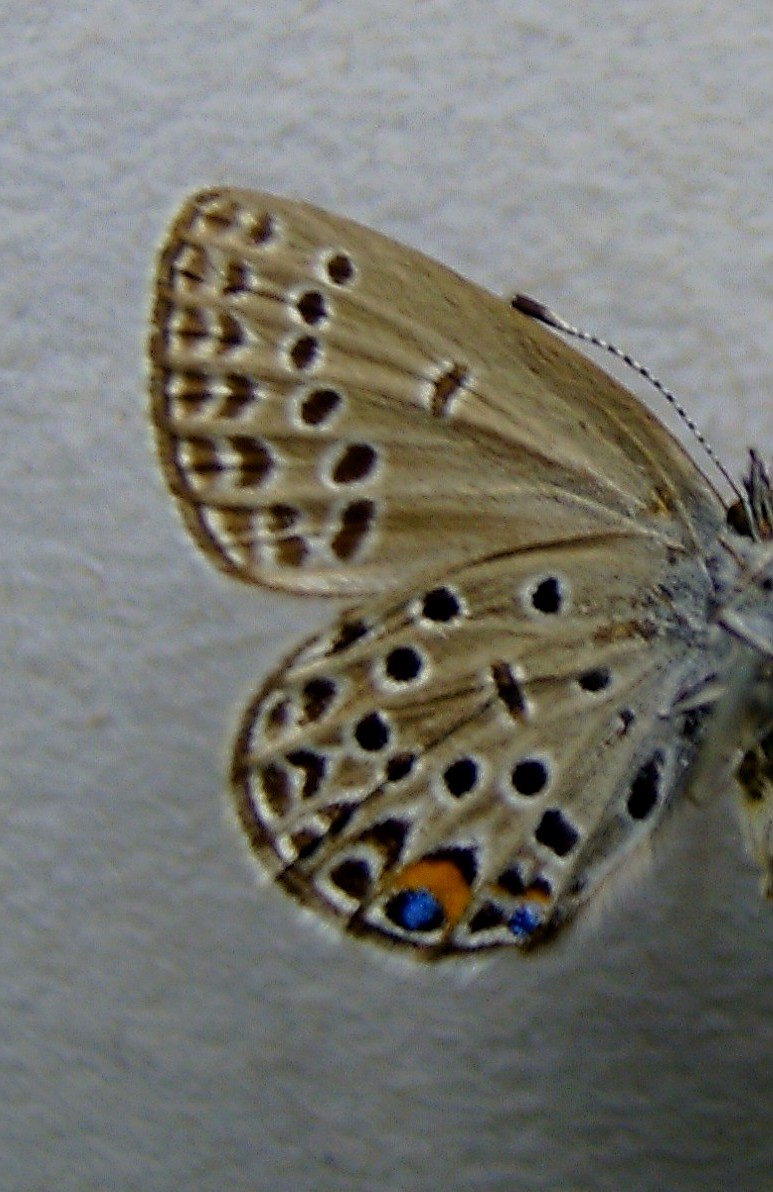
Flügelunterseite des Hochmoor-Bläulings
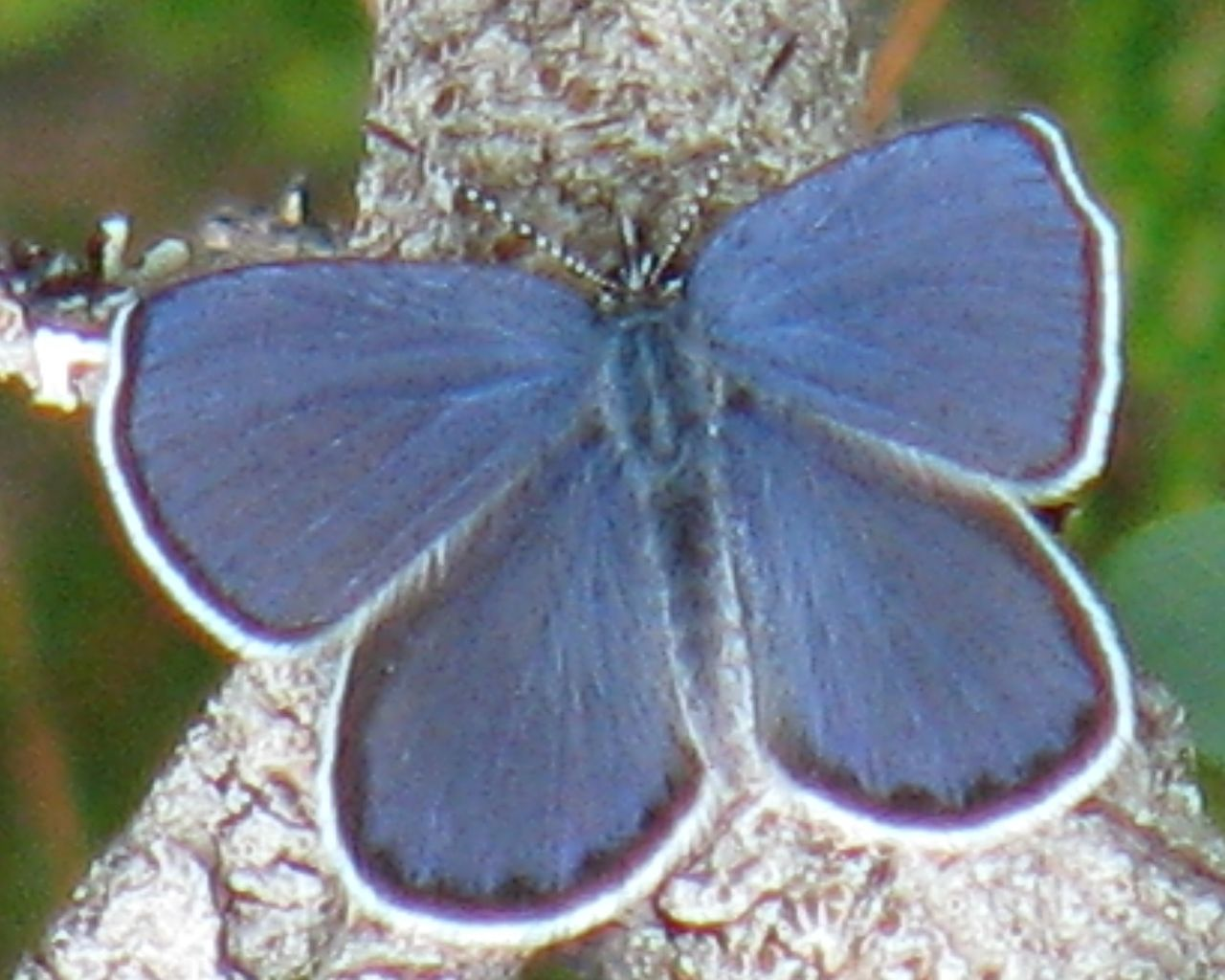
Männchen
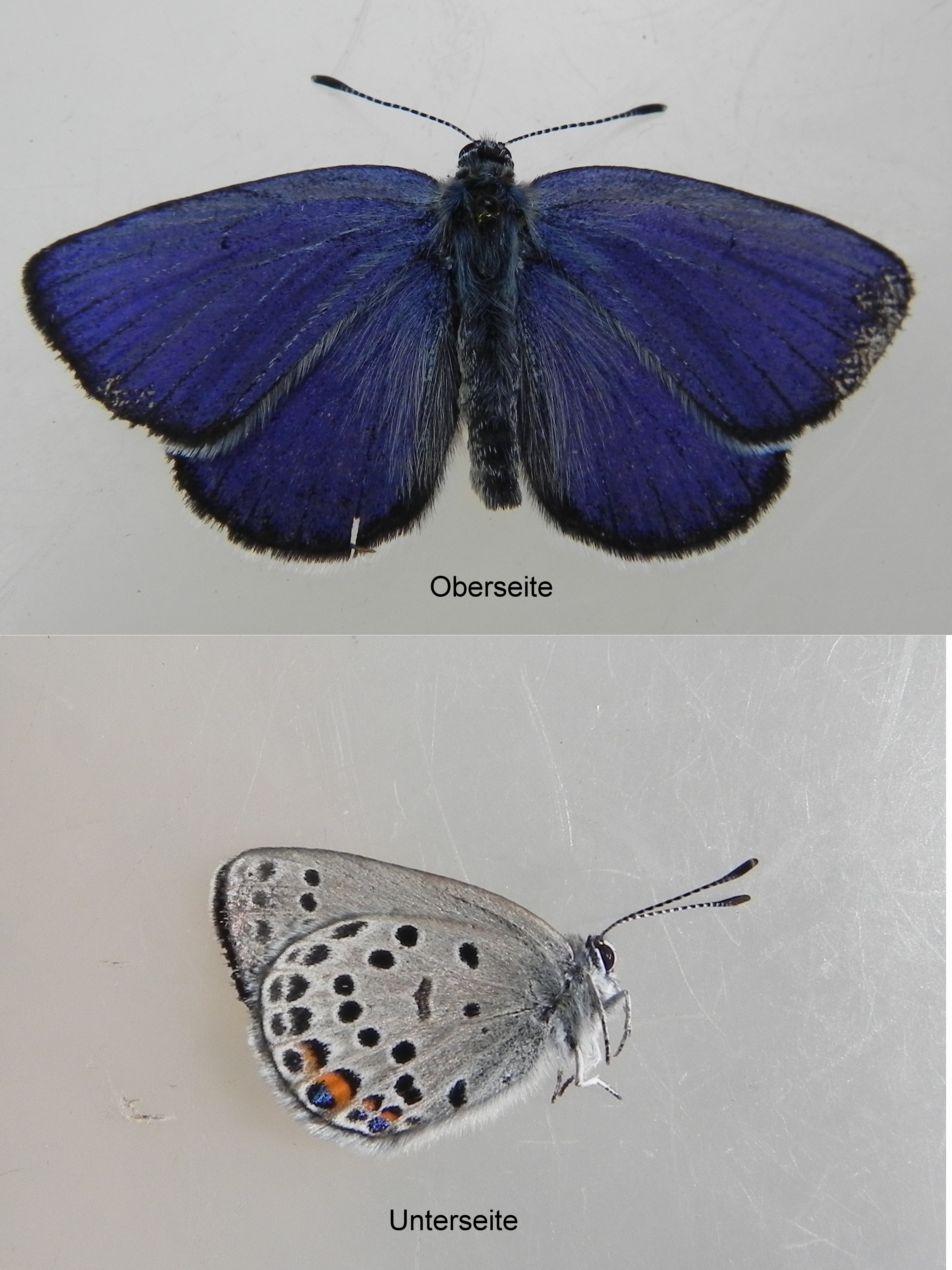
Hochmoor-Bläuling-Männchen (Flügelober- u. Unterseite)

## Vorkommen
Der Hochmoor-Bläuling kommt von Mitteleuropa ostwärts durch die klimatisch gemäßigte Zone bis Japan vor. In Fennoskandinavien reicht die nördlichste Verbreitung bis zum Nordkap, im Süden bis zu den Westalpen. Die Art ist auch im nordwestlichen Nordamerika zu finden. In den Alpen ist sie noch in Höhen bis zu 2500 Metern anzutreffen.

## Lebensweise
Die Falter fliegen in einer Generation von Juni bis August. Sie sind hauptsächlich auf Hochmooren, Moorwiesen oder Moorheiden heimisch, wo sie gelegentlich an den Blüten von Sumpf-Blutauge (Potentilla palustris) oder Sumpf-Weidenröschen (Epilobium palustre) saugen. Die Raupen leben ab Mitte Juni  und  ernähren sich von den Blättern oder Blüten verschiedener niedriger Pflanzen, beispielsweise:
- Gewöhnliche Moosbeere (Vaccinium oxycoccos),
- Rauschbeere (Vaccinium uliginosum),
- Heidelbeere (Vaccinium myrtillus) und
- Preiselbeere (Vaccinium vitis-idaea).

Die jungen Raupen fressen zunächst hauptsächlich ältere, harte Blätter. Sie überwintern und ernähren sich im Frühjahr des folgenden Jahres bevorzugt von zartem, neuem Laub.

## Gefährdung und Schutz
In Deutschland kommt die Art in unterschiedlicher Anzahl vor, ist gebietsweise vom Aussterben bedroht und wird auf der Roten Liste gefährdeter Arten in Kategorie 2 (stark gefährdet) geführt.